# Exothyridium caucanum
Exothyridium caucanum är en skalbaggsart som beskrevs av Ohaus 1905. Exothyridium caucanum ingår i släktet Exothyridium och familjen Rutelidae. Inga underarter finns listade i Catalogue of Life.